# Chungcheongbuk-do
Chungcheongbuk-do (Noord-Chungcheong) is een provincie centraal in Zuid-Korea. In 1896 werd de provincie Chungcheong opgedeeld, waarbij de provincies Chungcheongbuk-do en Chungcheongnam-do ontstonden. De hoofdstad van de provincie is Cheongju. Chungcheongbuk-do grenst aan de provincies Gyeonggi-do en Gangwon-do in het noorden, Gyeongsangbuk-do in het oosten, Jeollabuk-do in het zuiden en Chungcheongnam-do in het westen. Chungcheongbuk-do grenst als enige Zuid-Koreaanse provincie aan geen enkele zee. De oppervlakte van de provincie bestaat voornamelijk uit bergen, zoals het Noryong-gebergte in het noorden en het Sobaek-massief in het oosten.

## Economie
De provincie is vrij landelijk en daarom is de agrarische sector relatief sterk vertegenwoordigd met rijst, bonen, zoete aardappel, ginseng en tabak.
Ook de secundaire sector is vergeleken met het landelijk gemiddelde sterk vertegenwoordigd. In Chungcheongbuk-do worden mineralen afgebouwd zoals goud, ijzer, steenkool, steatiet, fluoriet, molybdeen en kalksteen.

## Toerisme
Toerisme concentreert zich rondom het nationaal park en berg Songni (1058 m) in het Sobaek-massief en de oudste tempel van Korea, Pobju-sa in het nationaal park bij de berg Worak. De provincie beschikt bovendien over hete bronnen en meren.

## Personen
Ban Ki-moon, voormalig secretaris-generaal van de Verenigde Naties, is in deze provincie geboren.
Ook afkomstig uit deze provincie is Choi Yong-sul, grondlegger van de Koreaanse vechtkunst hapkido.

## Steden (Si)
- Cheongju-si (청주시, 淸州市)
- Chungju-si (충주시, 忠州市)
- Jecheon-si (제천시, 堤川市)

## Districten (Gun)
- Boeun-gun (보은군, 報恩郡)
- Cheongwon-gun (청원군, 淸原郡)
- Danyang-gun (단양군, 丹陽郡)
- Eumseong-gun (음성군, 陰城郡)
- Goesan-gun (괴산군, 槐山郡)
- Jincheon-gun (진천군, 鎭川郡)
- Okcheon-gun (옥천군, 沃川郡)
- Jeungpyeong-gun (증평군; 曾坪郡)
- Yeongdong-gun (영동군, 永同郡)